# Traktat w Kownie
Traktat w Kownie – zawieszenie broni podpisane w wyniku rokowań polsko–litewskich z 27–29 listopada 1920 roku.
Ofensywa Litwy Środkowej na Kowno zakończyła się pod naciskiem międzynarodowym, także Polski, 27 listopada. Wojska gen. Żeligowskiego znajdowały się wówczas w odległości ok. 50 km od Kowna, jednak nie miały możliwości podjęcia ostatecznego szturmu na miasto.
Rozmowy były toczone pod nadzorem komisji Ligi Narodów.
W wyniku rozmów 29 listopada zawarto porozumienie przewidujące:
- zakończenie działań zbrojnych między Litwą i Litwą Środkową 30 listopada
- wymianę jeńców
- oddanie Komisji Kontrolnej Ligi Narodów prawa wytyczenia pasa neutralnego.

Porozumienie spisane w języku francuskim zarejestrowano 1 marca 1922 w sekretariacie Ligi Narodów zgodnie z wymogami art. 18 Traktatu Wersalskiego.
Liga Narodów podjęła także zawieszone prace mające doprowadzić do plebiscytu na Wileńszczyźnie, w tym celu w grudniu toczyły się rozmowy polsko-litewskie w Warszawie. 